# Avdan, Akören
Avdan là một thị trấn thuộc huyện Akören, tỉnh Konya, Thổ Nhĩ Kỳ. Dân số thời điểm năm 2011 là 1.029 người.